# Кельпш, Георгий Францевич
Георгий Францевич Кельпш (1920—1945) — сержант Рабоче-крестьянской Красной Армии, участник Великой Отечественной войны, Герой Советского Союза (1945). Командир орудия 89-го артиллерийского полка 62-й стрелковой дивизии 31-й армии 3-го Белорусского фронта.

## Биография
Георгий Кельпш родился в 1920 году в лесном кордоне «Рябинка» у деревни Мордасы (ныне — в Лесном округе Тверской области). После окончания семилетней школы работал лесником. В июне 1941 года Кельпш был призван на службу в Рабоче-крестьянскую Красную Армию. С ноября того же года — на фронтах Великой Отечественной войны. Принимал участие в боях на Западном, Северо-Западном и 3-м Белорусском фронтах. К февралю 1945 года сержант Георгий Кельпш командовал орудием 89-го артиллерийского полка 62-й стрелковой дивизии 31-й армии 3-го Белорусского фронта. Отличился во время освобождения Польши.
8 февраля 1945 года Кельпш с товарищами во время ожесточённого сражения с более чем полком пехоты, восемью танками и артиллерийской батареей противника оказался в окружении. В том бою погиб весь расчёт Кельпша, но сам он, несмотря на четыре полученных ранения, продолжал вести огонь, нанеся противнику большие потери. Когда его орудие было уничтожено, Кельпш продолжал стрелять из автомата, пока не скончался от потери крови. Похоронен в деревне Зеленице в пяти километрах к югу от польского города Гурово-Илавецке.
Указом Президиума Верховного Совета СССР от 19 апреля 1945 года за «образцовое выполнение боевых заданий командования в боях за освобождение Польши и проявленные при этом мужество и героизм» сержант Георгий Кельпш посмертно был удостоен высокого звания Героя Советского Союза.

## Награды
- Медаль «Золотая Звезда» Героя Советского Союза и орден Ленина (19.4.1945)[2]
- Орден Отечественной войны 2-й степени (4.02.1945)[3]
- Медали, в том числе:
  - «За боевые заслуги»[4]
  - «За оборону Москвы» (31.07.1944)[5].

В честь Кельпша названа улица в селе Лесное.